# Історична белетристика
Історична белетристика — літературний жанр, у якому сюжет розгортається в обстановці, пов'язаній з минулими подіями, але є вигаданим. Хоча цей термін зазвичай використовується як синонім художньої історичної літератури, його також можна застосовувати до інших типів оповіді, включаючи театр, оперу, кіно та телебачення, а також відеоігри та графічні романи. Близькою до історичної фантастики є криптоісторія.
Суттєвим елементом історичної белетристики є те, що вона розгортається в минулому та звертає увагу на звичаї, соціальні умови та інші деталі зображуваного періоду. Автори також часто вирішують досліджувати видатних історичних діячів у цих умовах, дозволяючи читачам краще зрозуміти, як ці люди могли реагувати на своє оточення. Історичний роман зазвичай прагне романтизувати епохи минулого. Деякі піджанри, такі як альтернативна історія та історичне фентезі, навмисно вставляють в роман неісторичні або фантастичні елементи.
Твори історичної белетристики іноді критикують за брак автентичності через критику читачів або жанрові очікування щодо точних деталей періоду. Ця напруга між історичною достовірністю та вигадкою часто стає предметом коментарів для читачів і популярних критиків, тоді як наукова критика часто виходить за рамки цього коментаря, досліджуючи жанр з огляду на його інші тематичні та критичні інтереси.
Історична белетристика як сучасний західний літературний жанр має свої основи в роботах сера Вальтера Скотта початку ХІХ століття та його сучасників в інших національних літературах, таких як француз Оноре де Бальзак, американець Джеймс Фенімор Купер. Проте поєднання «історичного» та «художнього» в окремих літературних творах має давню традицію в більшості культур; як західні традиції (ще в давньогрецькій та латинській літературі), так і східні, у формі усних і народних традицій (див. міфологію та фольклор), які породили епоси, романи, п'єси та інші художні твори, що описують історію для сучасної аудиторії.

## Вступ
Визначення того, що таке історичний белетристика, відрізняються. З одного боку, Товариство історичного роману визначає жанр як твори, «написані щонайменше через п'ятдесят років після описаних подій», тоді як критик Сара Джонсон визначає такі романи як «розвивається до середини минулого [ХХ] століття.. .у яких автор пише на основі досліджень, а не особистого досвіду». І знову Лінда Адамсон у своїй передмові до бібліографічної довідкової праці World Historical Fiction стверджує, що хоча «загальноприйняте визначення» історичного роману — це роман «про період часу щонайменше за 25 років до його написання», вона також припускає, що деякі люди читають романи, написані в минулому, як-от романи Джейн Остін (1775—1817), як історичні романи.
Історична література іноді заохочувала рухи романтичного націоналізму. Романи Вальтера Скотта «Веверлі» викликали інтерес до шотландської історії й досі її висвітлюює. Твори Ігнація Крашевського про історію Польщі популяризувала історію країни після втрати нею незалежності внаслідок поділів Польщі. Генрик Сенкевич написав кілька надзвичайно популярних романів про конфлікти між поляками та тевтонськими лицарями, повсталими козаками та інтервентами-шведами. За це 1905 року він отримав Нобелівську премію з літератури. Сенкевич також написав популярний роман Quo Vadis, який розповідав про Рим Нерона та ранніх християн і був кілька разів екранізований у 1913, 1924, 1951, 2001 роках, щоб назвати лише найвидатніших. Подібну функцію в історії Норвегії виконав твір Сіґрід Унсет Крістін Лаврансдаттер; пізніше за нього Унсет отримала Нобелівську премію з літератури (1928).
Важливу роль у підвищенні інтересу європейців до історії середніх віків зіграли багато ранніх історичних романів. «Собор Паризької Богоматері» Віктора Гюго заслуговує на стимулювання руху за збереження готичної архітектури Франції, що призвело до заснування Monuments historiques, французького урядового органу зі збереження історичних пам'яток. Історична загадкова сага Ріти Мональді та Франческо Сорті Imprimateur Secretum Veritas Mysterium підвищила інтерес до європейської історії  і показує відомого оперного співака-кастрата Атто Мелані в ролі детектива та шпигуна. Хоча сама історія є вигадкою, багато персонажів і подій такими не є. Книга заснована на дослідженнях Мональді та Сорті, які вивчали інформацію з рукописів XVII століття та опублікували праці про облогу Відня, чуму та папство Папи Інокентія XI.
Жанр історичного також дозволив деяким авторам, таким як польський романіст Болеслав Прус у своєму єдиному історичному романі «Фараон», дистанціюватися від власного часу та місця, щоб отримати погляд на суспільство та людський стан, або втекти від грабування цензора.
У деяких історичних романах основні історичні події відбуваються здебільшого поза сценою, тоді як вигадані герої живуть у світі, де відбуваються ці події. Викрадені Роберта Луїса Стівенсона розповідають здебільшого про приватні пригоди на тлі проблем якобітів у Шотландії. Дія Чарльза Діккенса «Барнабі Рудж» розгортається на тлі бунту Гордона та «Повісті про два міста» під час Французької революції.
У деяких роботах точність історичних елементів ставилася під сумнів, як, наприклад, у романі Олександра Дюма «Королева Марго» 1845 року. Постмодерністські романісти, такі як Джон Барт і Томас Пінчон, діють із ще більшою свободою, змішуючи історичних персонажів і сцени з вигаданою історією та фантазією, як у романах «Фактор соку» (1960) і «Мейсон і Діксон» (1997) відповідно. Кілька письменників створюють історичну фантастику без вигаданих персонажів. Одним із прикладів є серіал «Майстри Риму» Колін Мак-Каллоу.

## Історія

### Історія до XVIII століття
Історична проза має давню традицію у світовій літературі. Дія трьох із чотирьох класичних творів китайської літератури відбувалася в далекому минулому: у романі Ші Наі'ана XIV сторіччя «Водний край» йдеться про розбійників ХІ століття; роман «Трицпрство» Ло Гуаньчжуна XIV століття стосується війн ІІІ століття, які поклали край династії Хань; Подорож на ЗахідУ Чен'єня XVI століття описує буддистського паломника Сюаньцзана VII століття.
Класичні грецькі романісти також «дуже любили писати романи про людей і місця минулого». «Іліада» була описана як історична белетристика, оскільки вона розповідає про історичні події, хоча її жанр, як правило, вважається епосом. П'єр Відаль-Наке припустив, що Платон заклав основи історичного роману через міф про Атлантиду, який міститься в його діалогах «Тімей» і «Крітій». «Повість про Ґендзі» (написана до 1021 року) — це вигадана розповідь про життя японського двору приблизно століття тому, і її автор стверджував, що це «правдива» версія історії.
Одним із перших зразків історичного роману в Європі є французький роман «Принцеса Клевська», опублікований анонімно в березні 1678 року. Багато хто вважає його початком сучасної традиції психологічного роману та великим твором. Його автором зазвичай вважається мадам де Лафайєт. Дія відбувається між жовтнем 1558 і листопадом 1559 року при королівському дворі короля Франції Генріха II. У романі з надзвичайною точністю відтворено ту епоху. Майже кожен персонаж, крім героїні, є історичною постаттю. Події та інтриги розгортаються з великою вірністю документальним записам. У Сполученому Королівстві історичний роман «здається, розвинувся» з «Принцеси Клевської», «а потім через готичний роман». Іншим раннім прикладом є «Злощасний мандрівник» Томаса Неше, опублікований у 1594 році за часів правління короля Генріха VIII.

### ХІХ століття

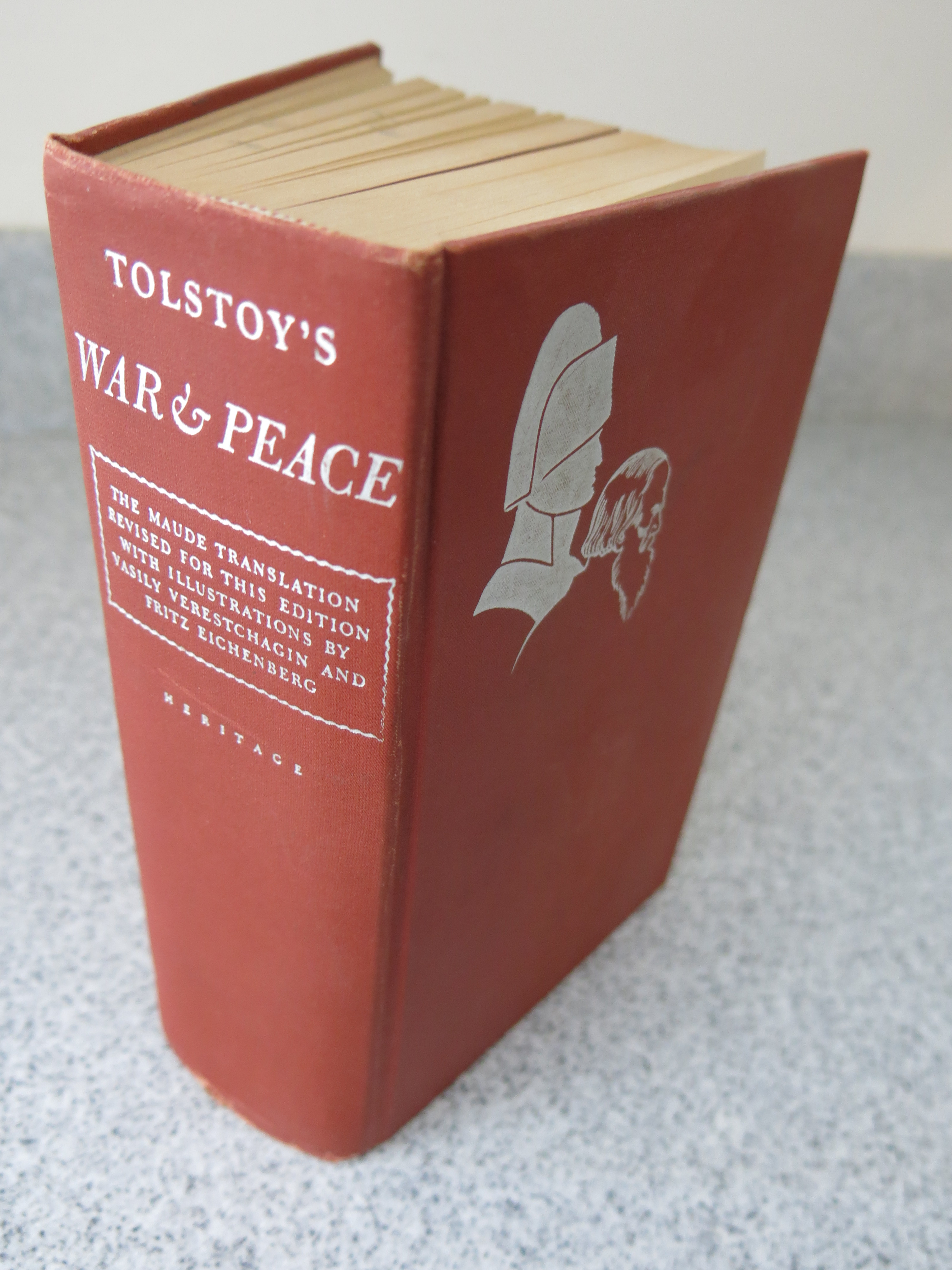
«Війна і мир» Льва Толстого, опублікований у 1869 році, дія якого відбувається 60 років тому

Історична художня література здобула популярність у Європі на початку ХІХ століття як частина романтичної реакції на Просвітництво, особливо через вплив шотландського письменника сера Вальтера Скотта, чиї твори були надзвичайно популярні в усій Європі. Серед його ранніх європейських послідовників ми можемо знайти Віллібальда Алексіса, Теодора Фонтане, Бернхарда Северіна Інгеманна, Міклоша Йошіку, Мора Йокаї, Якоба ван Леннепа, Деметріуса Бікелоса, Енріке Гіл і Карраско, Карла Йонаса Лове Алмквіста, Віктора Ридберґа, Андреаса Мунка, Алессандро Манцоні, Альфред де Віньї, Оноре де Бальзак чи Проспер Меріме. Роман Джейн Портер «Тадей із Варшави» 1803 року є одним із найдавніших прикладів історичного роману англійською мовою та витримав принаймні 84 видання. включаючи переклад французькою та німецькою мовами, Першим справжнім історичним романом англійською мовою був насправді «Замок Ракрент» Марії Еджворт (1800).
У ХХ столітті Дьйордь Лукач стверджував, що Скотт був першим письменником-белетристом, який бачив історію не просто як зручну рамку для постановки сучасної оповіді, а радше як окреме соціальне та культурне середовище. Шотландські романи Скотта, такі як «Веверлі» (1814) і «Роб Рой» (1817), зосереджені на середньому персонажі, який сидить на перетині різних соціальних груп, щоб дослідити розвиток суспільства через конфлікт. Айвенго (1820) став поштовхом відновлення інтересу до Середньовіччя.
Багато відомих письменників зі Сполученого Королівства публікували історичні романи в середині ХІХ століття, найвідомішими з яких є «Ярмарок суєти» Теккерея, «Повість про двоє міст» Чарльза Діккенса, «Ромола» Джорджа Еліота, «На захід» та «Ось поминки» Чарльза Кінгслі. Труба-майор (1880) — єдиний історичний роман Томаса Гарді, дія якого розгортається у Веймуті під час наполеонівських воєн, коли місто тоді було стурбоване можливістю вторгнення Наполеона.
У Сполучених Штатах видатним автором історичних романів, на якого вплинув Скотт, був Джеймс Фенімор Купер. Його найвідоміший роман — «Останній із могікан: розповідь 1757 року» (1826), друга книга пенталогії «Оповідання Шкіряної Панчохи». Події «Останнього з могікан» відбуваються в 1757 році, під час Французько-індіанської війни (Семирічної війни), коли Франція та Велика Ббританія боролися за контроль над Північною Америкою. Головний суперник Купера, Джон Ніл, написав «Рейчел Дайєр» (1828), перший переплетений роман про салемський суд над відьмами в XVII столітті. «Рейчел Дайєр» також вплинула на майбутню американську белетристику цього періоду, як-от «Червону літера» (1850) Натаніеля Готорна, який є одним із найвідоміших американських історичних романів ХІХ століття. Його дія розгортається в пуританському Бостоні, штат Массачусетс, протягом 1642—1649 років. У ньому розповідається історія Гестер Прінн, яка через роман зачинає доньку і намагається створити нове життя, повне покаяння та гідності. У французькій літературі найвидатнішим спадкоємцем стилю історичного роману Скотта був Бальзак. У 1829 році Бальзак опублікував «Шуанів», історичний твір у стилі сера Вальтера Скотта. Згодом його було включено до «Людської комедії». Основна частина «Людської комедії» розгортається під час Реставрації Бурбонів і Липневої монархії, хоча є кілька романів, дія яких розгортається під час Французької революції, а також інші романи, дія яких розгортається в Середні віки чи Відродження, зокрема «Про Катерину де Медічі та еліксир довгого життя».

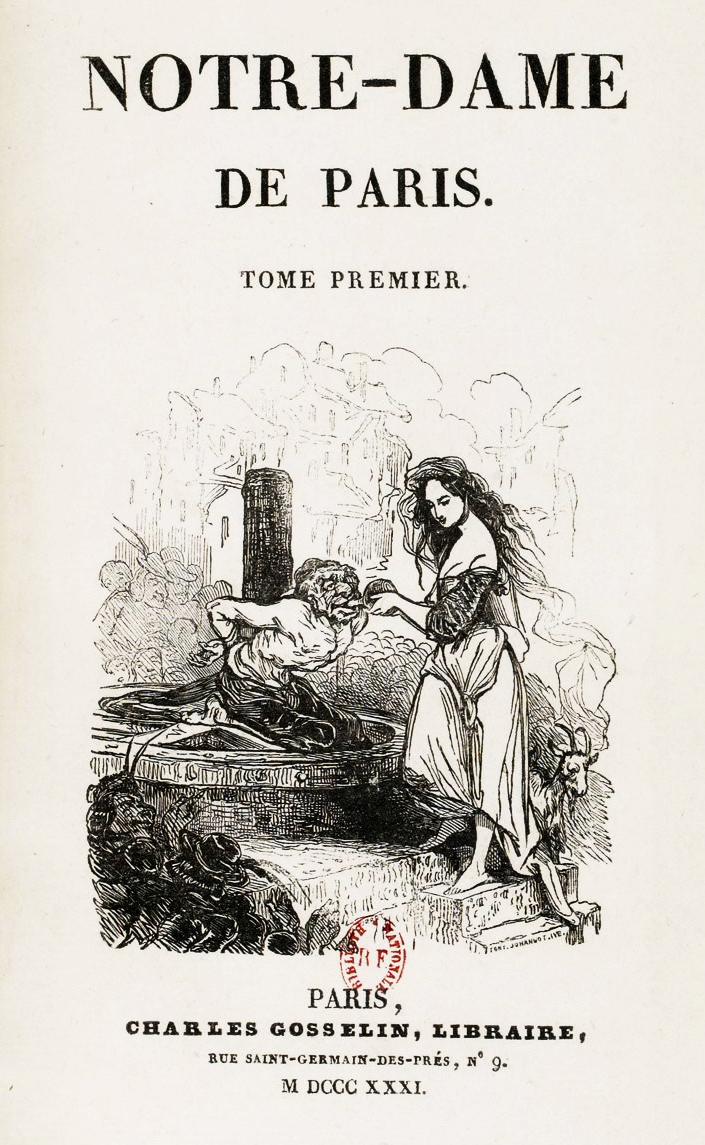
Собор Паризької Богоматері. 1482, Віктор Гюго (1831)

«Собор Паризької Богоматері» (1831) Віктора Гюго є ще одним прикладом романтично-історичного роману XIX століття. «Собор Паризької Богоматері» Віктор Гюго почав писати в 1829 році, головним чином для того, щоб його сучасники краще усвідомили цінність готичної архітектури, якою нехтували і часто руйнували, щоб замінити її новими будівлями, або спотворювали заміну частин будівель у новіший стиль. Дія роману відбувається в 1482 році, а назва відсилає до Собору Паризької Богоматері, який є в центрі сюжету. Олександр Дюма також написав кілька популярних історичних фантастичних романів, зокрема «Граф Монте-Крісто» та «Три мушкетери». Джордж Сейнтсбері сказав: «Кажуть, що „Монте-Крісто“ була найпопулярнішою книгою в Європі з моменту своєї першої появи і деякий час згодом». Ця популярність поширилася і на сучасність. Книга була «перекладена практично всіма сучасними мовами і більшістю з них ніколи не виходила з друку. На його основі знято щонайменше двадцять дев'ять фільмів… а також кілька телевізійних серіалів і багатьох фільмів [включали] назву „Монте-Крісто“ у свої назви».
«Війна і мир» Толстого є прикладом історичної белетристики ХІХ століття, яка використовується для критики сучасної історії. Толстой читав стандартні історії про наполеонівські війни, доступні російською та французькою мовами, і використовував роман, щоб оскаржити ці історичні підходи. На початку третього тому роману він описує свою роботу як стирання межі між вигадкою та історією, щоб наблизитися до правди. Події роману розгортаються за 60 років до його написання, і поряд з дослідженням війни за допомогою первинних і вторинних джерел він спілкувався з людьми, які пережили війну під час французького вторгнення в Росію в 1812 році; таким чином, книга також є частково белетризованою етнографією.
«Пармський монастир» Марі-Анрі Бейля (Стендаля) — це епічний переказ історії італійського шляхтича, який переживає наполеонівський період в історії Італії. Він містить опис битви при Ватерлоо головним героєм. Стендаль воював з Наполеоном і брав участь у вторгненні Франції в Росію.
«Заручені» (1827) Алессандро Манцоні називають найвідомішим і найпопулярнішим романом італійською мовою. «Заручені» були натхненні «Айвенго» Вальтера Скотта, але, порівняно зі своєю моделлю, демонструють деякі інновації (двоє представників нижчого класу як головні герої, минуле описане без романтичної ідеалізації, явно християнське послання), якимось чином випереджаючи реалістичний роман наступного десятиліть. Події розгортаються на півночі Італії в 1628 році, під час репресивних років іспанського правління, іноді сприймають як прихований напад на Австрію, яка на момент написання роману контролювала регіон.
Успіх у критиків і публіки «Заручених» породив безліч наслідувань, і в епоху об'єднання майже кожен італійський письменник пробував свої сили в цьому жанрі; романи, нині майже забуті, такі як «Томмазо Гроссі» Марко Вісконті (найкращого друга Манцоні) або «Етторе Ф'єрамоска» Массімо Д'азельо, були бестселерами свого часу. Багато з цих авторів (наприклад, Нікколо Томмазео, Франческо Доменіко Геррацці і сам Д'азельо) теж були патріотами і політиками, і в їх романах завуальований політичний посил Мандзоні був явним (герой Етторе Ф'єрамоскі бореться, захищаючи честь італійських солдатів, над якими знущаються деякі зарозумілі французи). На жаль, у них наративний талант не дорівнював патріотичній пристрасті, а їхні романи, сповнені риторики та мелодраматичних надмірностей, сьогодні навряд чи читаються як історичні документи. Значним винятком є «Сповідь італійця» Іпполіто Ньєво, епопея про падіння Венеційської республіки і епохи Наполеона, розказана з сатиричною іронією і юнацьким запалом (Ньєво написав її, коли йому було 26 років).
В українській літературі перший в історичний роман-хроніка є «Чорна рада» Пантелеймона Куліша. Він прикметний вальтер-скоттівською поетикою (дві сюжетні лінії — історична і любовна, історичні і вигадані персонажі, конкретно-історичний коментар, ситуації і структурні типи персонажів), однак має не концентричний, а хронікальний тип сюжету, а також відзначається більшою ідеологізацією та філософічністю. Поряд з яскравими романтичними сценами, опоетизованими картинами козацько-старшинського побуту в «Чорній раді» правдиво зображені соціальні суперечності і станова боротьба в Україні 1663 р.
В арабській літературі найпліднішим романістом цього жанру був ліванський письменник Юрджі Зайдан (1861—1914). У 1889—1914 роках він написав 23 історичні романи. Його романи відіграли важливу роль у формуванні колективної свідомості сучасних арабів у період Нахда та ознайомили їх з їхньою історією. Деякі з його історичних романів ХІХ століття: «Втікаючий мамлюк» (1891), «Полонений самозванця Махді» (1892) і «Діва Курайшу» (1899).

### ХХ століття

#### Німеччина
Основним прикладом цього жанру ХХ століття є «Будденброки» німецького письменника Томаса Манна (1901). Це хроніка занепаду багатої північнонімецької купецької родини протягом чотирьох поколінь, до речі зображуючи спосіб життя та звичаї ганзейської буржуазії в період з 1835 по 1877 роки. Манн глибоко спирався на історію своєї родини, родини Маннів з Любека, та їхнього середовища. Це був перший роман Манна, і з публікацією другого видання в 1903 році «Будденброки» став великим літературним успіхом. Ця робота привела до Нобелівської премії з літератури для Манна в 1929 році; хоча Нобелівська премія зазвичай визнає обсяг творчості автора, цитата Шведської академії Манна визначила «його великий роман „Будденброки“ як головну причину його премії». Між 1926 і 1943 роками, Манн також написав роман із чотирьох частин «Йосип та його брати». У ньому Манн переказує знайомі біблійні історії Буття, від Якова до Йосипа (розділи — 27-50), встановлюючи їх в історичний контекст правління Ехнатона (1353—1336 до н. е.) у стародавньому Єгипті.
У ту ж епоху одним із найпопулярніших і найдосконаліших письменників історичних романів був Ліон Фейхтванґер, публікації якого відбувалися між 1920-ми та 1950-ми роками. Його репутація почалася з бестселера «Еврей Зюсс» (1925), дія якого відбувається у XVIII столітті, а також історичних романів, написаних переважно у вигнанні у Франції та Каліфорнії, включаючи найвидатнішу трилогію «Йосиф Флавій», дія якої відбувається у Стародавньому Римі (1932/1935/1942).), «Гойя» (1951) і його роман «Ракель: єврейка з Толедо», дія якого відбувається в середньовічній Іспанії.

#### Велика Британія
Британець Роберт Грейвс написав кілька популярних історичних романів, зокрема «Я, Клавдій», «Король Ісус», «Золоте руно» та «Граф Велізарій». Джон Каупер Повіс написав два історичні романи, дія яких відбувається в Вельзі, «Овайн Гліндур» (1941) і «Поріус» (1951). Перша розповідає про повстання валлійського принца Овейна Гліндура (1400–16 рр. н. е.), тоді як дія «Поріуса» розгортається в темні віки, у 499 р. н. е., безпосередньо перед англосаксонським вторгненням до Британії. Повіс пропонує паралелі з цими історичними періодами та Великою Британією наприкінці 1930-х років і під час Другої світової війни.
Інші відомі британські письменники жанруДжорджетт Геєр, Наомі Мітчісон і Мері Рено. Геєр по суті заснував жанр історичного любовного роману та його піджанр роману періоду Регентства, який був натхненний Джейн Остін. Щоб забезпечити точність, Геєр збирав довідкові роботи та вів докладні записи про всі аспекти життя Регентства. У той час як деякі критики вважали романи надто детальними, інші вважали рівень деталізації найбільшою перевагою Геєра; Гейєр навіть відтворила перехід до Англії Вільгельма Завойовника для свого роману «Завойовник». Найкращий роман Наомі Мітчісон «Кукурудзяний король і королева весни» (1931) дехто вважає найкращим історичним романом ХХ століття. Мері Рено найбільш відома своїми історичними романами, дія яких відбувається у Стародавній Греції. На додаток до вигаданих образів Тесея, Сократа, Платона, Сімоніда з Кеоса та Александра Великого, вона написала нехудожню біографію Александра. «Облога Крішнапура» (1973) Дж. Г. Фаррелла була описана як «видатний роман». Натхненна такими подіями, як облога Канпора та Лакхнау, книга детально описує облогу вигаданого індійського міста Крішнапур під час індійського повстання 1857 року з точки зору британських жителів міста. Головні герої виявляються підданими дедалі більшим обмеженням і позбавленням свободи, а абсурдність збереження британської класової системи в місті, яке ніхто не може залишити, стає джерелом комічних сюжетів, хоча текст серйозний за наміром і тоном.
У валлійській літературі основним автором жанру валлійської мови є Вільям Овен Робертс (нар. 1960). Його історичні романи включають «У Пла» (1987), дія якого відбувається в період Чорної смерті; «Парадвіс» (2001) про работоргівлю у XVIII столітті; «Петроград» (2008) і «Париж» (2013), що стосуються російської революції та її наслідків. «У Пла» було багато перекладено, з'явившись англійською як «Чума», а «Петроград» і «Париж» також з'явилися англійською мовою. Сучасником Робертса, який працює англійською мовою, є Крістофер Мередіт (нар. 1954), чий «Гріффрі» (1991) розгортається в ХІІ столітті, а оповідачем є поет малолітнього валлійського принца.
Лауреат Нобелівської премії Вільям Ґолдінґ написав низку історичних романів. Дія роману «Спадкоємці» (1955) відбувається в доісторичні часи та показує «нових людей» (зазвичай ототожнюваних з Homo sapiens sapiens), які тріумфують над більш ніжною расою (зазвичай ототожнюваних з неандертальцями) шляхом обману та насильства. Роман «Шпиль» (1964) розповідає про будівництво (і майже завал) величезного шпиля на середньовічному соборі (вважається, що це Солсберійський собор); шпиль символізує як духовне прагнення, так і мирську марноту. Цикл «Бог скорпіонів» (1971) складається з трьох новел, у першій описано доісторичну африканську групу мисливців-збирачів («Клонк, Клонк»), у другій — давньоєгипетський двір («Бог скорпіонів»), а в третій — римського імператора («Надзвичайний посланець»). Трилогія «На край землі», яка включає «Обряди переходу» (1980), «Близько» (1987) і «Вогонь внизу» (1989), описує морські подорожі початку ХІХ століття. Ентоні Берджесс також написав кілька історичних романів; його останній роман «Мрець у Дептфорді» розповідає про вбивство Крістофера Марло в XVI столітті.
Незважаючи на те, що жанр еволюціонував з моменту свого створення, історичний роман залишається популярним серед авторів і читачів донині, а серед бестселерів — серія «Обрі–Матурін„ Патріка О'Брайана, “Стовпи землі» Кена Фоллетта та «Лімондські хроніки» Дороті Даннет. Розвитком британського та ірландського письма за останні 25 років стало відновлення інтересу до Першої світової війни. Серед робіт популярні «Війна морозива» Вільяма Бойда; «Спів птахів» і «Дівчина біля Золотого лева» Себастьяна Фолкса (стурбованого наслідками війни); Трилогія «Відродження» Пета Баркера та «Довгий довгий шлях» Себастьяна Баррі.

#### Сполучені Штати Америки

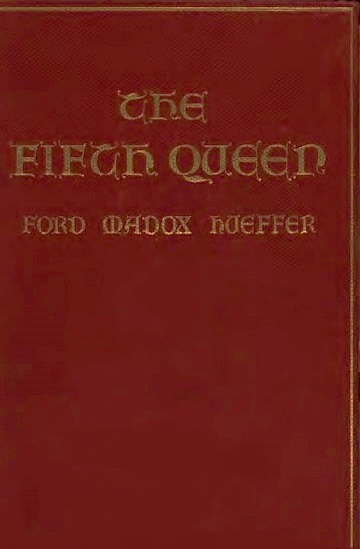
П'ята королева, 1906—1908, Форд Медокс Форд написана про XVI століття

Роман американського нобелівського лауреата Вільяма Фолкнера «Авесалом, Авесалом!» (1936) відбувається до, під час і після громадянської війни в США. Кеннет Робертс написав кілька книг, присвячених подіям Американської революції, з яких в 1930-х і 1940-х роках «Північно-західний шлях» (1937), «Олівер Вісвелл» (1940) і Лідія Бейлі (1947) стали бестселерами. У ХХ столітті історичні романи також писали такі американські автори: Ґор Відаль, Джон Барт, Норман Мейлер, Е. Л. Доктороу та Вільям Кеннеді. Історичний роман Томаса Пінчона «Мейсон і Діксон» (1997) розповідає про двох англійських геодезистів, Чарльза Мейсона та Джеремію Діксона, яким у XVIII столітті було доручено позначити кордон між Пенсільванією та Мерілендом. Зовсім недавно з'явилися такі роботи, як «Бароковий цикл» Ніла Стівенсона.

#### Італія
Традиція історичної белетристики в Італії процвітала в сучасну епоху, зокрема, інтереси письменників захопило ХІХ століття. Такі південноіталійські романісти, як Джузеппе Томазі ді Лампедуза («Леопард»), Франческо Іовіне («Леді Ава»), Карло Аліанелло («Спадщина настоятельки») і нещодавно Андреа Каміллері («Престонський пивовар») переказували події об'єднання Італії, часом перевертаючи його традиційно героїчний і прогресивний образ. Консерватор Ріккардо Бакеллі в «Дияволу на довгій точці» і комуніст Васко Пратоліні в «Метелло» описали з ідеологічно протилежних точок зору народження італійського соціалізму. Бакеллі також написав «Млин на По», клаптикову сагу про родину мельників від часів Наполеона до Першої світової війни, один із найепічніших романів минулого століття.
У 1980 році Умберто Еко досяг міжнародного успіху з романом «Ім'я троянди» в італійському абатстві 1327 року, який можна прочитати як історичну таємницю, як алегорію Італії під час Свинцевих років і як ерудований жарт. Роботи Еко, як і попередні роботи Манцоні, відновили інтерес італійців до історичної фантастики. Багато романістів, які до того часу віддавали перевагу сучасному роману, пробували свої сили в історіях, дія яких відбувається в попередні століття. Серед них були Фульвіо Томіцца («Зло, що йде з півночі», про Реформацію), Дачія Мараїні («Мовчазна герцогиня», про жіночий стан у XVIII столітті), Себастьяно Вассаллі («Химера», про полювання на відьом), Ернесто Ферреро («Н.») і Валеріо Манфреді («Останній легіон»).

#### Болгарія
Фані Попова-Мутафова (1902—1977) була болгарською письменницею, яку багато хто вважає найбільш продаваною болгарською авторкою історичної, tktnhbcnbrb. Її книги продавалися рекордними тиражами в 1930-х і на початку 1940-х років. Однак зрештою болгарський комуністичний режим засудив її до семи років ув'язнення через деякі з її творів, присвячених Гітлеру, і, хоча її звільнили лише через одинадцять місяців за станом здоров'я, їй було заборонено публікувати що-небудь між 1943 і 1972 роками/ Стоян Загорчинов (1889—1969) також болгарський письменник, автор трилогії «Останній день, Божий день» та «Івайло», продовжувач традиції болгарського історичного роману, очолюваного Іваном Вазовим. Яна Язова (1912—1974) також має кілька романів, які можна вважати історичними, як "Олександр Македонський ", її єдиний роман на неболгарську тематику, а також її трилогія «Балкани». Віра Мутафчієва (1929—2009) — авторка історичних романів, перекладених 11 мовами. Антон Дончев (1930–) — давній письменник, чий перший самостійний роман «Свідчення Самуеля» був опублікований у 1961 році. Його друга книга «Час розлуки», в якій йдеться про ісламізацію населення в Родопах протягом XVII століття, була написана в 1964 році. У 1987 році роман був екранізований у багатосерійному фільмі «Пора насильства», розділеному на дві частини з субтитрами («Загроза» і «Насильство») режисером Людмилом Стайковим. У червні 2015 року «Пора насильства» був обраний найулюбленішим фільмом болгарських глядачів у масштабній консультації з глядачами Болгарського національного телебачення «Зашнуровані черевики болгарського кіно».

#### Скандинавія
Одним із найвідоміших скандинавських історичних романів є «Крістін Лаврансдаттер» Сіґрід Унсет (1920—1922), дія якої відбувається у середньовічній Норвегії. За цю трилогію в 1928 році Ундсет була удостоєна Нобелівської премії з літератури. Трилогія Йоганнеса В. Єнсена «Падіння короля» (1900—1901), дія якої відбувається в Данії XVI століття, була названа «найкращим історичним романом у данській літературі». Серія епічних історичних романів «Довга подорож» (1908—1921) загалом вважається шедевром Єнсена, і частково завдяки цьому він був удостоєний Нобелівської премії з літератури в 1944 році. Фінський письменник Міка Валтарі відомий завдяки історичному роману «Єгиптянин» (1945). Фарерсько-данський письменник Вільям Гейнесен написав кілька історичних романів, зокрема «Справедлива надія» (1964), дія якого відбувається на Фарерських островах у XVII столітті.
Історична белетристика вже давно є популярним жанром у Швеції, особливо з 1960-х років було написано величезну кількість історичних романів. Нобелівські лауреати Ейвінд Юнсон і Пер Лагерквіст написали відомі історичні романи, такі як «Повернення до Ітаки» (1946) і «Варава» (1950). Дія фільму Вільгельма Моберґа «Їдьте цієї ночі» (1941) розгортається в Смоланді XVI століття, а його серія романів «Емігранти», яка користується популярністю, розповідає історію емігрантів зі Смоланду до Сполучених Штатів у ХІХ столітті. Пер Андерс Фоґельстрем написав надзвичайно популярну серію з п'яти історичних романів, дія яких відбувається в його рідному Стокгольмі, починаючи з «Міста моєї мрії» (1960). Серед інших авторів історичної фантастики у шведській літературі — Сара Лідман, Біргитта Тротциг, Пер Улоф Енквіст і Артур Лундквіст.

#### Латинська Америка
Історичний роман був досить популярним у латиноамериканській літературі ХХ століття, включаючи такі твори, як «Царство цього світу» (1949) Алехо Карпентьєра, «Я, Всевишній» (1974) Аугусто Роа Бастоса, «Терра Ностра» (1975) Карлоса Фуентеса, «Новини з Імперії» (1987) Фернандо дель Пасо, «Серпнева блискавка» (1964) Хорхе Ібаргуенгоітіа, «Війна кінця світу» (1981) Маріо Варгас Льоса та «Осінь патріарха» (1975) Габріеля Гарсії Маркеса. Серед інших авторів історичної белетристики — Абель Поссе, Антоніо Бенітес Рохо, Жоао Убальду Рібейру, Жорже Амаду, Хомеро Аріджіс.

#### Японія
Історична белетристика у японському романі ХХ століття презентована твором «Вітер піднявся» Тацуо Хорі.

### ХХІ століття
У перші десятиліття XXI століття відзначається підвищений інтерес до історичної белетристики. Одним із найуспішніших авторів історичних романів є Гіларі Мантел. Серед інших авторів історичної белетристики — Філіппа Ґреґорі, Бернард Корнвелл, Сара Вотерс, Кен Фоллетт, Джордж Сондерс, Ширлі Геззард і Джулі Оррінджер. Ольга Токарчук, лауреатка Нобелівської премії 2018 року, створила історичний роман «Книги Якова», дія якого відбувається у Польщі XVIII століття, як великий опус.

## Піджанри

### Художня документальна література
Різновидом історичної белетристики ХХ століття є документальна художня проза, яка включає «не лише історичних персонажів і події, але й повідомлення про повсякденні події», які можна знайти в тогочасних газетах. Прикладами цієї різновиди історичного роману є «США» (1938) і «Регтайм» (1975) Е. Л. Доктороу.

### Вигадані біографії
Мемуари Адріана французької письменниці бельгійського походження Маргеріт Юрсенар розповідають про життя та смерть римського імператора Адріана. Вперше опублікована у Франції французькою мовою в 1951 році під назвою Mémoires d'Hadrien, книга відразу мала успіх і викликала величезне схвалення критиків. Маргарет Джордж написала вигадані біографії про історичних осіб у «Мемуарах Клеопатри» (1997) і романі «Марія, звана Магдалиною» (2002). Більш раннім прикладом є «Петро I» (1929–34) Олексія Миколайовича Толстого та «Я, Клавдій» (1934) і «Цар Ісус» (1946) Роберта Грейвза, «Я, Богдан» Павла Загребельного. Інші недавні цикли біографічних романів, зокрема «Завойовник» та «Імператор» Конна Іґґулдена та «Трилогія Цицерона» Роберта Гарріса.

### Готична фантастика
Готичний роман був популярний наприкінці XVIII ст. Дія відбувається в історичному минулому, вона має інтерес до таємничого, жахливого та переслідуючого. Упливовим твором жанру вважається роман Гораса Волпола 1764 року «Замок Отранто».

### Історичний детектив
Історичнний детектив або «історичні загадки» розгортаються їхніми авторами в далекому минулому з сюжетом, що передбачає розгадку таємниці чи злочину (як правило, вбивства). Хоча твори, що поєднують ці жанри, існують принаймні з початку 1900-х років, багато хто вважає їх популяризацією «Хроніки Кадфаеля» Елліса Пітерса (1977—1994). Події твору відбуваються між 1137 і 1145 роками нашої ери. Зростаюча популярність цього типу художньої літератури в наступні десятиліття створила окремий піджанр, визнаний як видавцями, так і бібліотеками.

### Історичний роман і сімейні саги
Зображувалися й романтичні теми, як-от «Доктор Живаго» Бориса Пастернака та «Віднесені вітром» Марґарет Мітчелл. Один із перших популярних історичних романів з'явився в 1921 році, коли Джорджетт Геєр опублікувала «Чорну міль», дія якої відбувається в 1751 році. Лише в 1935 році вона написала перший зі своїх характерних романів про регентство, дія якого розгортається в період англійського регентства (1811—1820), коли принц-регент правив Англією замість свого хворого батька Георга III. Романи Геєра про період Регентства були натхненні романами Джейн Остін кінця XVIII і початку ХІХ століття. Оскільки дії творів Геєр розгорталися в розпал подій, які відбулися понад 100 років тому, вона включила автентичні деталі періоду, щоб її читачі зрозуміли. Там, де Геєр посилалася на історичні події, це було фоновою деталлю для визначення періоду і зазвичай не відігравало ключової ролі в оповіді. Персонажі Геєр часто містили більш сучасні відчуття, а більш звичайні персонажі в романах вказували на ексцентричності героїні, такі як бажання вийти заміж за коханням.

### Морська та піратська белетристика
Деякі історичні романи досліджують життя на морі, зокрема серія «Горнблавер» К. С. Форестера, серія «Обрі–Матурін» Патріка О'Брайана, романи «Боліто» Александра Кента, серія «Лорд Рамідж» Дадлі Поупа, усі з яких стосуються з наполеонівськими війнами. Є також пригодницькі романи з героями-піратами, як-от «Острів скарбів» Роберта Луїса Стівенсона (1883), «Сандокан» Еміліо Сальгарі (1895—1913) і «Капітан Блад» (1922) Рафаеля Сабатіні. Останніми прикладами історичних романів про піратів є «Пригоди Гектора Лінча» Тіма Северіна, «Білий Дявол» Христо Калчева та романи «Пірат Девлін» Марка Кітінга.

### Альтернативна історія та історичне фентезі
«Змова проти Америки» — роман Філіпа Рота, опублікований у 2004 році. Це альтернативна історія, в якій Франклін Делано Рузвельт зазнав поразки на президентських виборах 1940 року від Чарльза Ліндберга і у країні постав фашистський, антисемітський уряд. Є й інші приклади, як-от «Roma Eterna» Роберта Сілверберга, у якому Римська імперія дожила до наших днів і подорожі в часі в минуле, як-от оповідання Кейдж Бейкера «Компанія». Є автори, які пишуть в обох піджанрах, як-от Гаррі Тертледов у своїй серії «Часова лінія 191» і романі «Зброя Півдня» відповідно. Оповідання Айзека Азімова «А якщо» розповідає про пару, яка може досліджувати альтернативні реальності за допомогою пристрою, схожого на телебачення. Цю ідею також можна знайти в романі Азімова «Кінець вічності» 1955 року. У цьому романі «Вічні» можуть змінювати реалії світу, не підозрюючи про це.
Також існує піджанр історичного фентезі. так, у Поула Андерсона є кілька історичних фантастичних романів, дія яких відбувається за часів вікінгів, зокрема «Зламаний меч» і «Сага Грольфа Кракі» . Крім того, у авторки космічної опери Керолайн Черрі є цілий історичний фентезі-серіал «Руські оповідання», дія якого відбувається в часи середньовічної Київської Русі. У Гая Гавріеля Кея є ряд історичних фантастичних романів, таких як «Леви з Аль-Рассана», дія яких відбувається у фантастичній версії Іспанії епохи Відродження, та «Сарантинська мозаїка», дія якої відбувається у фантастичній версії Візантійської імперії. У Девіда Геммела лише дві історичні фентезі-серії. Перша — грецька серія, яка розповідає про Парменіона, полководця Александра Македонського. Історія частково заснована на історичних подіях, але додає фантастичні елементи, такі як надприродні істоти та чаклунство. Його посмертна серія «Троя» містить вигадану версію Троянської війни. Трилогія Джульєт Марільє «Сім вод» (пізніше розширена) розгортається в Ірландії ІХ століття.

### Історіографічна метамистецтво
Історіографічна метамистецтво поєднує історичну фантастику з метамистецтвом. Термін тісно пов'язаний з постмодерністською літературою, включаючи таких письменників, як Салман Рушді та Томас Пінчон.
Декілька романів лауреата Нобелівської премії Жозе Сарамагу розгортаються в історичні часи, зокрема «Бальтазар і Блімунда», «Євангеліє від Ісуса Христа» та «Історія облоги Лісабона». У паралельному сюжеті ХІІ та ХХ сторіччя, де історія та фантастика постійно перетинаються, останній роман ставить під сумнів надійність історичних джерел і має справу з різницею написання історії та фантастики.

### Дитяча історична література
Помітним піджанром історичної літератури є історична белетристика для дітей. Дитяча історична література, яка часто має педагогічну спрямованість, може слідувати умовностям багатьох інших піджанрів історичної літератури. Багато таких творів містять елементи історичного фентезі або подорожі в часі, щоб полегшити перехід між сучасним світом і минулим у традиціях дитячої порталної фантастики. Іноді видавці замовляють серії історичних романів, які досліджують різні періоди та часи. Серед найпопулярніших сучасних серіалів — романи «Американська дівчина» та серія «Чарівний будинок на дереві». Помітною нагородою серед дитячої історичної літератури є премія Скотта О'Делла за історичну художню прозу.

### Комікси та графічні романи
Історичні наративи також знайшли свій шлях у коміксах і графічних романах. У коміксах про джунглі, таких як «Акім» і «Рахан», є доісторичні елементи. Серед графічних романів, натхненних Стародавньою Грецією, — «300», створений Френком Міллером, у центрі якого — битва при Фермопілах, і серія «Епоха бронзи» Еріка Шановера, яка розповідає про Троянську війну. Історичні сюжети також можна знайти в коміксах маньхва, як-от «Три королівства» та «Тактика Сунь Цзи» Лі Чі Чінга, «Зброя богів» Вонг Юк Лонга, а також «Руїни часу» Чан Моу. Є також звичайні серії манги про самураїв, як-от «Path of the Assassin», «Vagabond», «Rurouni Kenshin» та «Azumi». Кілька коміксів і графічних романів були створені в аніме-серіалах або кіноадаптаціях, як-от «Азумі» та «300».

## Сценічне мистецтво

### Драматичні фільми та серіали епохи
Історичні драми засновані на історичних подіях і відомих людях. Деякі історичні драми є документальними драмами, які намагаються точно відобразити історичну подію чи біографію, наскільки це дозволяють доступні історичні дослідження. Інші історичні драми — це вигадані оповідання, які базуються на реальних особах та їхніх вчинках, як-от «Хоробре серце», яка приблизно заснована на боротьбі лицаря Вільяма Воллеса за незалежність Шотландії в ХІІІ столітті. Для фільмів, які стосуються історії Східної Азії, Центральної Азії та Південної Азії, існують історичні драматичні фільми в Азії, також відомі як Jidaigeki в Японії. Також були зняті такі фільми Уся, як «Прихована сила шаблі дракона» (1984) і «Тигр, підкрадається, дракон ховається» (2000), засновані на романах Цзінь Юна та Ван Дулу. Чжан Їмоу був режисером кількох відомих фільмів уся, таких як «Герой» (2002), «Будинок літаючих кинджалів» (2004) і «Прокляття золотої квітки» (2006). Хоча їх сюжети здебільшого вигадані, деякі фільми уся вважаються історичною драмою. Фільми про самураїв, такі як «Затоїчі» та «Самотній вовк і дитинча», також підпадають під визначення історичної белетристики. Пеплум-фільми, також відомі як «Меч і сандалія», — це жанр італійського історичного або біблійного епосу (костюмованих драм), який домінував в італійській кіноіндустрії з 1958 по 1965 рік. У більшості пеплумів головним героєм є надлюдськи сильна людина, як-от Геркулес, Самсон, Ґоліят, Урс або популярний в Італії народний герой Макісте. Ці суперлюди часто рятували полонених принцес від тиранічних деспотів і билися з міфологічними істотами. Однак не всі фільми були засновані на фентезі. Багато з них представляли реальних історичних особистостей, таких як Юлій Цезар, Клеопатра та Ганнібал, хоча сюжетні лінії були дуже вільними. Гладіатори, пірати, лицарі, вікінги та раби, що повстали проти тиранічних королів, також були популярними сюжетами. Існують також фільми, засновані на середньовічних оповіданнях, як-от історичні епопеї Рідлі Скотта «Робін Гуд» (2010) і «Царство небесне» (2005), а також фільми піджанру, засновані на легенді про Артура, такі як «Пендрагон: меч його батька» (2008) і «Король Артур» (2004).
Багато історичних наративів було розширено в телесеріали. Відомі серіали, натхненні стародавньою історією, включають: «Рим», «Спартак», «Єгипет», «Останнє королівство» та «Клавдій І». Англія в стилі Тюдорів також є дуже помітною темою в телевізійних серіалах, таких як «Тюдори», «Королева-Діва» та «Єлизавета I». Програми про наполеонівські війни також випускалися, як-от «Шарп» і «Горнблавер». Історичні мильні опери також були популярними, зокрема турецький серіал «Чудове століття» та «Одного разу в Османській імперії: Повстання». Китайські студії також випустили такі телесеріали, як «Легенда і герой», його продовження, «Війна короля» та «Імперія Цинь». Були також створені чисті телевізійні серіали Уся, багато з яких засновані на творах Цзінь Юна, як-от трилогія «Кондор» і «Мечник», а також «Лу Сяофен» і «Чу Люсян» Гу Лонга. Вони були дуже популярні в Китаї, але майже непомічені західними ЗМІ.

### Театр

#### Історичні вистави
Історія є одним із трьох основних жанрів у західному театрі поряд з трагедією та комедією, хоча вона виникла, у своїй сучасній формі, на тисячі років пізніше, ніж інші основні жанри. З цієї причини його часто розглядають як частину трагедії. П'єса в цьому жанрі відома як історична п'єса і заснована на історичному наративі, дія якого часто відбувається в середньовіччі або ранньому сучасному минулому. Історія виникла як окремий жанр із трагедії в Англії епохи Відродження. Найвідомішими прикладами цього жанру є історичні п'єси, написані Вільямом Шекспіром, чиї п'єси досі визначають жанр. Шекспір написав численні історичні п'єси, деякі включені до Першого фоліо як історії, а інші — як трагедії або римські п'єси. Серед найвідоміших історій — «Річард III» і «Генріх IV, частина 1», «Генріх IV, частина 2», і «Генріх V». Інші п'єси, в яких представлені історичні персонажі, — це трагедія «Макбет», дія якої відбувається в середині ХІ століття під час правління Дункана I Шотландського та Едуарда Сповідника, а також римські п'єси «Коріолан», «Юлій Цезар», «Антоній і Клеопатра». Ще одна трагедія «Король Лір» заснована на британській легенді, як і роман «Цимбелін, король Британії», дія якого відбувається у Стародавній Британії.
Інші драматурги-сучасники Шекспіра, такі як Крістофер Марло, також драматизували історичні теми. Марло написав «Едварда Другого», у якому розповідається про скинення короля Едуарда II його баронами та королевою, які обурюються через надмірний вплив фаворитів короля на придворні та державні справи, а також «Різню в Парижі», в якій драматизуються події святого Варфоломія у Франції в 1572 р. «Тамбурлейн Великий» Марло (1587 або 1588) — це п'єса з двох частин, заснована на житті середньоазіатського імператора Тимура «Кульгавого».
Історичні п'єси також з'являються в інших частинах західної літератури. Німецькі автори Ґете та Шиллер написали низку історичних п'єс, зокрема п'єсу Ґете «Егмонт» (1788), дія якої розгортається у 16 столітті та на яку сильно вплинула шекспірівська трагедія, а також п'єсу Шиллера «Марія Стюарт», яка зображує останні дні Марії, королеви. шотландців (1800). Ця п'єса лягла в основу опери Доніцетті «Марія Стюарда» (1834). Бетховен написав супутню музику для Егмонта.
Пізніше ірландський письменник Джордж Бернард Шоу написав кілька історій, у тому числі «Цезар і Клеопатра» (1898) і «Свята Жанна», в основі яких лежить життя і суд над Жанною д'Арк. Опублікована в 1924 році, незабаром після канонізації Жанни д'Арк Римо-Католицькою Церквою, п'єса драматизує те, що відомо про її життя на основі значних записів її судового процесу. Однією з найвідоміших історичних п'єс ХХ століття є «Життя Галілея» Бертольда Брехта, яка драматизує останній період життя Галілео Галілея, великого італійського натурфілософа, якого переслідувала Римо-Католицька Церква за оприлюднення його наукової праці. відкриття; подробиці див. у справі Галілея. П'єса охоплює такі теми, як конфлікт між догматизмом і науковими доказами, а також досліджує цінності сталості перед обличчям гноблення.
Нещодавно британський драматург Говард Брентон написав кілька історій. Він отримав популярність завдяки своїй п'єсі «Римляни в Британії», вперше поставленій на сцені Національного театру в жовтні 1980 року, в якій проводилися паралелі між римським вторгненням до Британії в 54 р. до н. е. і сучасною британською військовою присутністю в Північній Ірландії. Однак його занепокоєння політикою було затьмарене полемікою навколо сцени зґвалтування. Брентон також написав п'єсу про Анну Болейн про життя Анни Болейн, прем'єра якої відбулася на Shakespeare's Globe у 2010 році. Анну Болейн зображують як важливу силу в політичній і релігійній боротьбі при дворі та проповідницю справи протестантизму через її ентузіазм щодо Біблії Тиндаля.

#### Опера
Однією з перших опер, яка використовує історичні події та людей, є «Коронація Поппеї» Клаудіо Монтеверді, яка вперше була виконана у Венеції під час карнавального сезону 1643 року. він описує, як Поппея, коханка римського імператора Нерона, здатна досягти своїх амбіцій і стати імператрицею. Опера була відроджена в Неаполі в 1651 році, але потім нею знехтували до повторного відкриття партитури в 1888 році, після чого вона стала предметом уваги науковців наприкінці ХІХ та на початку ХХ століть. З 1960-х років опера неодноразово виконувалась і записувалася. Георг Фредерік Гендель також написав кілька опер, заснованих на історичних персонажах, зокрема «Джуліо Чезаре» (1724), «Тамерлан» (1724) і «Роделінда» (1725).
Історичні сюжети для опер також розвивалися протягом ХІХ століття. Зазвичай на 4-5 дій, це великий склад акторів і оркестрів, ефектна постановка. Кілька опер Гаспаре Спонтіні, Луїджі Керубіні та Джоакіно Россіні можна вважати попередниками французької великої опери. До них належать «Весталка» Спонтіні (1807) і «Фернан Кортес» (1809, переглянуто 1817), «Відсутності» Керубіні (1813), «Осада Коринфа» (1827) Россіні та «Моїз і фараон» (1828). Усі вони мають деякі характеристики розміру та видовищності, які зазвичай асоціюються з французькою великою оперою. Іншим важливим попередником був «Il crociato in Egitto» Меєрбера, який згодом став визнаним королем жанру великої опери. Серед найважливіших оперних композиторів на історичні теми Джузеппе Верді та Ріхард Вагнер.
Російські композитори також писали опери на основі історичних постатей, у тому числі «Борис Годунов» Модеста Мусоргського (1839—1881), який був створений між 1868 і 1873 роками і вважається його шедевром. Його підданими є російський правитель Борис Годунов, який правив як цар (1598—1605). Не менш відомим є «Князь Ігор» Олександра Бородіна, лібрето до якого композитор розвинув із давньоруського епосу «Слово о полку Ігоревім», у якому розповідається про похід руського князя Ігоря Святославича проти нападників куманських («половецьких») племен у 1185 році.

### Історична реконструкція
Історична реконструкція — це освітня чи розважальна діяльність, під час якої люди дотримуються плану, щоб відтворити аспекти історичної події чи періоду. Це може бути настільки вузьким, як конкретний момент битви, як-от реконструкція атаки Пікетта, представлена під час Великого возз'єднання 1913 року, або широким як цілий період, як-от реконструкція Регентства чи Берлінський проект 1920-х років.

## Теорія і критика
Марксистський літературознавець, есеїст і соціальний теоретик Дьйордь Лукач багато писав про естетичне та політичне значення історичної белетристики. У «Der historische Roman» 1937 року, опублікованому спочатку російською мовою, Лукач розвинув критичне прочитання кількох історичних романів різних авторів, зокрема Ґотфріда Келлера, Чарльза Діккенса та Гюстава Флобера. Появу «справжнього» історичного роману на початку ХІХ століття він трактує в термінах двох подій, або процесів. Перший — це розвиток певного жанру в певному середовищі — унікальних стилістичних і оповідних елементів історичного роману. По-друге, це розробка репрезентативного, органічного твору мистецтва, який може відобразити розломи, суперечності та проблеми конкретного способу виробництва свого часу (тобто раннього, укоріненого капіталізму, що розвивається).

### Цитовані
- de Groot, Jerome (23 вересня 2009). The Historical Novel. Routledge. ISBN 9780203868966.
- Lukacs, Georg (1969). The Historical Novel. Penguin Books.

## Подальше читання
- Cole, Richard. «Breaking the frame in historical fiction.» Rethinking History (2020) 24#3/4, pp 368—387. Frame breaking, or metalepsis, is authors placing themselves in their work, or characters engaging with their author.
- Fisher, Janet. «Historical fiction.» in International Companion Encyclopedia of Children's Literature (2004) pp: 368—376.
- Freeman, Evelyn B., and Linda Levstik. «Recreating the past: Historical fiction in the social studies curriculum.» The elementary school journal 88.4 (1988): 329—337.
- Grindon, Leger. Shadows on the past: Studies in the historical fiction film (Temple University Press, 2010).
- McEwan, Neil. Perspective in British historical fiction today (Springer, 1987).
- Rousselot, Elodie, ed. Exoticising the Past in Contemporary Neo-Historical Fiction (2014)

- Rycik, Mary Taylor, and Brenda Rosler. «The return of historical fiction.» The Reading Teacher 63.2 (2009): 163—166; it now dominates the book awards in children's literature
- Shaw, Harry E. The Forms of Historical Fiction: Sir Walter Scott and His Successors. Ithaca, NY: Cornell University Press, 1983.
- White, Hayden. «Introduction: Historical fiction, fictional history, and historical reality.» Rethinking History 9.2-3 (2005): 147—157.